# Šípkové
Šípkové (bis 1927 slowakisch „Šipkové“; ungarisch Csipkés – bis 1907 Sipkó) ist eine Gemeinde im Westen der Slowakei mit 303 Einwohnern (Stand 31. Dezember 2024), die zum Okres Piešťany, einem Teil des Trnavský kraj gehört.

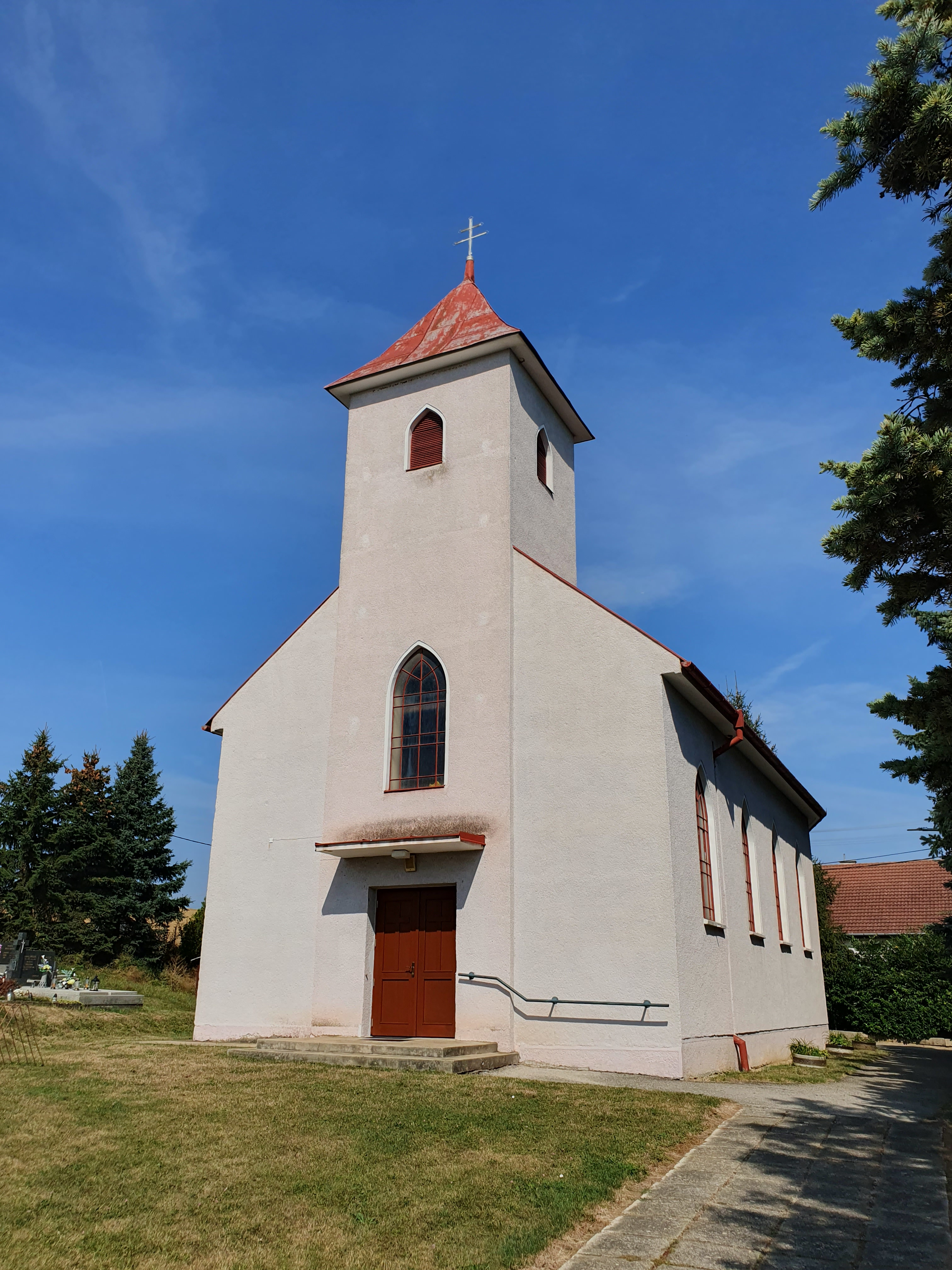
Kirche

## Geographie
Die Gemeinde befindet sich im Nordteil des Hügellands Trnavská pahorkatina (Teil des slowakischen Donautieflands) am Übergang in die Kleinen Karpaten. Mitten durch das Dorf fließt der Bach Šípkovec. Das Ortszentrum liegt auf einer Höhe von 216 m n.m. und ist 4,5 Kilometer von Vrbové sowie 15 Kilometer von Piešťany entfernt.

## Geschichte
Der Ort wurde zum ersten Mal 1349 als Sypko schriftlich erwähnt, vorher war schriftlich nur der Bach Sipco (1113) bekannt. 1828 sind 62 Häuser und 433 Einwohner verzeichnet.
Bis 1918 gehörte der im Komitat Neutra liegende Ort zum Königreich Ungarn und kam danach zur Tschechoslowakei bzw. heute Slowakei.
1975–1992 war Šípkové Teil der Stadt Vrbové.

## Bevölkerung
| Jahr                | 1994 | 2004     | 2014    | 2024    |
| ------------------- | ---- | -------- | ------- | ------- |
| Anzahl der Personen | 416  | 337      | 316     | 303     |
| Unterschied         |      | −18,99 % | −6,23 % | −4,11 % |

| Jahr                | 2023 | 2024 |
| ------------------- | ---- | ---- |
| Anzahl der Personen | 300  | 303  |
| Unterschied         |      | +1 % |

Ergebnisse nach der Volkszählung 2001 (353 Einwohner):
| Nach Ethnie: - 98,02 % Slowaken - 1,13 % Tschechen | Nach Konfession: - 91,78 % römisch-katholisch - 5,95 % evangelisch - 1,42 % orthodox - 0,57 % konfessionslos |

## Bauwerke
- Glockenturm aus dem 19. Jahrhundert
- römisch-katholische Siebenschmerzige-Jungfrau-Maria-Kirche aus dem Jahr 1969